# 松巴哇島
松巴哇島（印尼語：Pulau Sumbawa）是印度尼西亞的一個島。經緯度為：南8°47，東118°5′，她屬于西努沙登加拉省（West Nusa Tenggara），全島面積15,448平方公里，人口一百五十萬。

## 火山
這個島處在環太平洋火山地震帶上，所以火山和地震十分頻繁，近代記載中最早也是最嚴重的爆發為1815年坦博拉火山爆发，其噴發當量四倍於位居其次的1883年喀拉喀托火山爆發；根據最壞的估計當時有近九萬人罹難。而且，噴出的成百噸火山灰漂浮在大氣層上經久不散，直接造成了1816年的全球氣候異常寒冷，後來該年被稱為「無夏之年」。

## 參照
1. ↑  
.   [2007-11-27]. （原始内容存档于2006-11-14）.